# 문경 봉암사 지증대사탑
문경 봉암사 지증대사탑(聞慶 鳳巖寺 智證大師塔)은 신라 후기의 고승 지증대사의 사리탑이다. 대한민국 경상북도 문경시 봉암사에 있으며, 1963년 1월 21일 대한민국의 보물 제137호로 지정되었다.

## 개요
지증대사의 사리를 모신 탑으로 봉암사 대웅전 왼쪽에 서 있다. 지증대사(824∼882)는 이 절을 창건한 승려로, 17세에 승려가 되어 헌강왕 7년(881)에 왕사로 임명되었으나 이를 사양하고 봉암사로 돌아와 이듬해인 882년에 입적하였다. 왕은 ‘지증’이라는 시호를 내리고, 탑 이름을‘적조’라 하도록 하였다.
이 탑은 사리를 넣어두는 탑신(塔身)을 중심으로 하여 아래에는 이를 받쳐주는 기단부(基壇部)를 두고, 위로는 머리장식을 얹었다.
기단은 2단으로 이루어졌으며 평면 모양은 8각이다. 밑 단에는 각 면마다 사자를 도드라지게 조각하였으며, 윗단을 괴는 테두리 부분을 구름무늬로 가득 채워 두툼하게 하였다. 윗단은 각 모서리 마다 구름이 새겨진 기둥조각을 세우고, 사이 사이에 가릉빈가를 새겨 넣었는데 그 모습이 우아하다. 가릉빈가는 불교에서의 상상의 새로, 상반신은 사람 모습이며, 하반신은 새의 모습이다. 가운데받침돌의 각 면에는 여러 형태의 조각을 새겨 넣었는데, 더욱 정교하고 치밀하다. 윗받침돌은 윗면에 탑신을 괴기 위한 굄대를 두었으며, 모서리마다 작고 둥근 기둥 조각을 세워 입체감 있는 난간을 표현하였다.
탑신은 8각의 몸돌 모서리마다 기둥 모양을 새겨두었고, 앞뒤 2면에는 자물쇠와 문고리가 달린 문짝 모양을 조각하였다. 그 양 옆으로는 불교의 법을 지키는 사천왕(四天王)을, 나머지 두 면에는 보살의 모습을 돋을새김 하였다.
지붕돌 역시 8각이며, 아래에는 서까래가 두 겹으로 표현되어 겹처마집을 보고 있는 듯하다. 처마는 살짝 들려 있으며, 낙수면의 각 모서리선은 굵직하고 끝에 꽃장식이 알맞게 돌출되어 있다. 지붕돌 꼭대기에는 연꽃받침 위로 머리장식이 차례로 얹혀 있다. 지붕돌의 일부분이 부서져 있으나 각 부분의 꾸밈이 아름답고 정교하며, 품격이 느껴진다.
이 탑은 전체적인 비례가 잘 어우러져 있으며, 지붕돌이 조금 넓어 보이기는 하지만 안정감이 있다. 탑 옆에는 탑비가 나란히 서 있어서 지증 대사의 생애와 행적을 알 수 있으며, 비문의 기록으로 미루어 통일신라 헌강왕 9년(883)에 세워졌을 것으로 추측된다.

## 사진

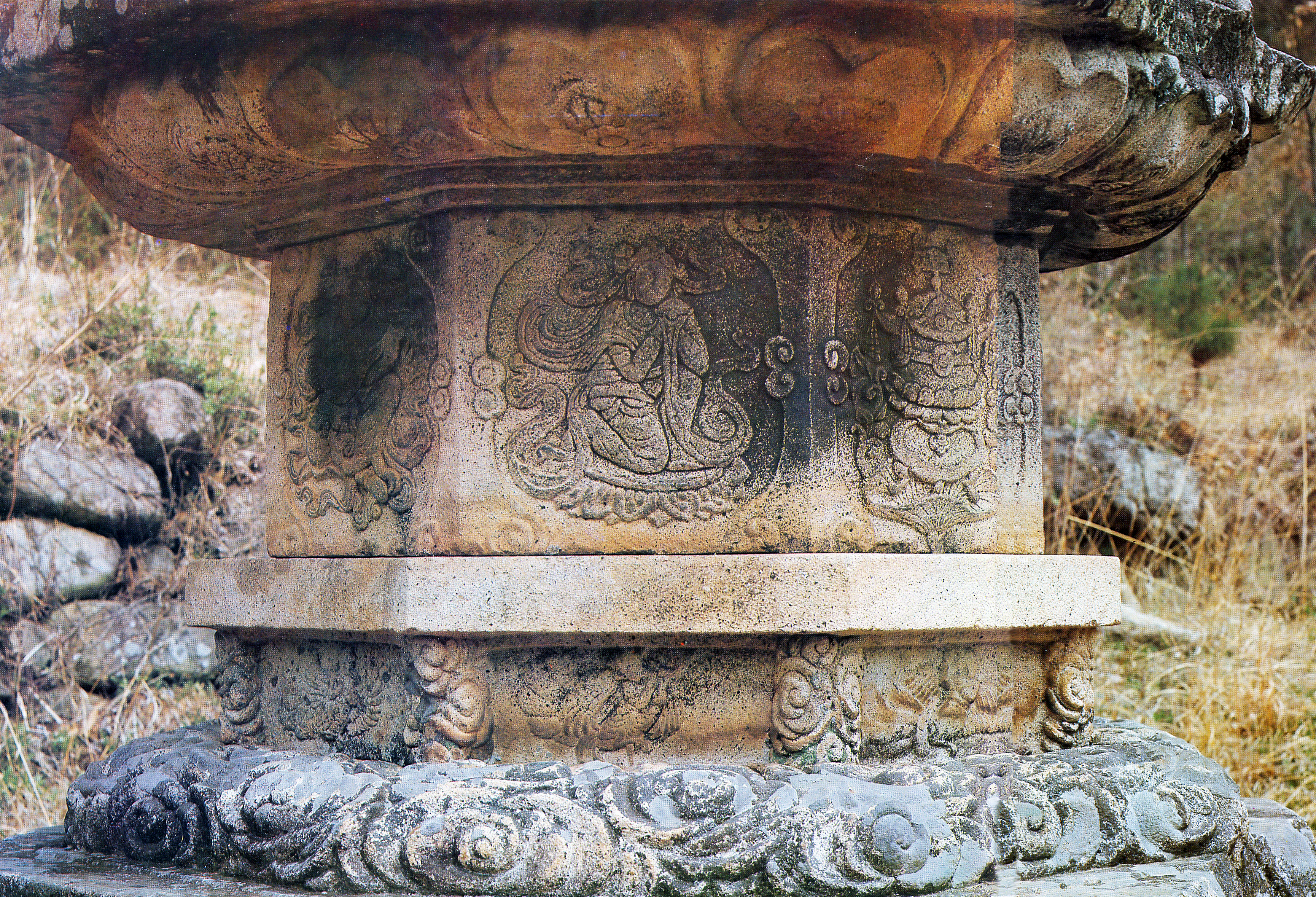

## 같이 보기
- 문경 봉암사 지증대사탑비 - 국보 제315호

## 참고 자료
- 문경 봉암사 지증대사탑 - 국가유산청 국가유산포털